# Canton (South Dakota)
Canton ist eine Kleinstadt (mit dem Status „City“) und Verwaltungssitz des Lincoln County im US-amerikanischen Bundesstaat South Dakota. Das U.S. Census Bureau hat bei der Volkszählung 2020 eine Einwohnerzahl von 3066 ermittelt.

## Geografie
Canton liegt im Südwesten South Dakotas am westlichen Ufer des Big Sioux River, der die Grenze zu Iowa bildet. Die geografischen Koordinaten von Canton sind 43°18′08″ nördlicher Breite und 96°35′27″ westlicher Länge. Das Stadtgebiet erstreckt sich über eine Fläche von 8,34 km².
Benachbarte Orte von Canton sind Inwood in Iowa (14 km östlich), Fairview (15,1 km südöstlich), Worthing (17,1 km westnordwestlich) und Harrisburg (22,9 km nordwestlich).
Die nächstgelegenen größeren Städte sind Sioux Falls (35,8 km nordnordwestlich), Minneapolis in Minnesota (405 km nordöstlich), Rochester in Minnesota (403 km ostnordöstlich), Iowas Hauptstadt Des Moines (425 km südöstlich), Omaha in Nebraska (280 km südlich) und Fargo in North Dakota (433 km nördlich).

## Verkehr
Etwa 15 km westlich von Canton verläuft die Interstate 29, die von Kansas City in Missouri nach Winnipeg in der kanadischen Provinz Manitoba führt. Der U.S. Highway 18 in West-Ost-Richtung als Hauptstraße durch das Stadtgebiet von Canton. Alle anderen Straßen innerhalb des Stadtgebiets sind untergeordnete Landstraßen, teils unbefestigte Fahrwege oder innerörtliche Verbindungsstraßen.
In Canton treffen mehrere Eisenbahnstrecken für den Frachtverkehr zusammen.
Mit dem Canton Municipal Airport befindet sich im nördlichen Stadtgebiet von Canton ein kleiner Flugplatz. Der nächste größere Flughafen ist der 42,4 km nordnordöstlich gelegene Sioux Falls Regional Airport, der größte Flughafen South Dakotas.

## Demografische Daten
Nach der Volkszählung im Jahr 2010 lebten in Canton 3057 Menschen in 1248 Haushalten. Die Bevölkerungsdichte betrug 366,5 Einwohner pro Quadratkilometer. In den 1248 Haushalten lebten statistisch je 2,37 Personen.
Ethnisch betrachtet setzte sich die Bevölkerung zusammen aus 95,8 Prozent Weißen, 0,3 Prozent Afroamerikanern, 1,3 Prozent amerikanischen Ureinwohnern, 0,8 Prozent Asiaten sowie 0,2 Prozent aus anderen ethnischen Gruppen; 1,6 Prozent stammten von zwei oder mehr Ethnien ab. Unabhängig von der ethnischen Zugehörigkeit waren 1,7 Prozent der Bevölkerung spanischer oder lateinamerikanischer Abstammung.
26,2 Prozent der Bevölkerung waren unter 18 Jahre alt, 57,0 Prozent waren zwischen 18 und 64 und 16,8 Prozent waren 65 Jahre oder älter. 51,5 Prozent der Bevölkerung war weiblich.
Das mittlere jährliche Einkommen eines Haushalts lag bei 45.000 USD. Das Pro-Kopf-Einkommen betrug 24.278 USD. 8,2 Prozent der Einwohner lebten unterhalb der Armutsgrenze.

## Persönlichkeiten
- Oscar S. Gifford (1842–1913) – republikanischer Abgeordneter des US-Repräsentantenhauses – lebte in Canton und ist dort beigesetzt[9][10]
- Winfield Hubbard (1893–1976), Techniker der Konstruktionsabteilung von Metro-Goldwyn-Mayer
- Ernest Lawrence (1901–1958) – Atomphysiker und Nobelpreisträger – geboren und aufgewachsen in Canton[11]
- Merle Antony Tuve (1901–1982) – Physiker und Geophysiker – geboren und aufgewachsen in Canton[12]
- John H. Lawrence (1904–1991) – Nuklearmediziner – geboren in Canton
- Archie M. Gubbrud (1910–1987) – 22. Gouverneur von South Dakota (1961–1965) – besuchte das College in Canton[13]
- Tim Johnson (1946–2024) – demokratischer US-Senator von South Dakota (1997–2015) – geboren in Canton[14]